# Athyma perius
Athyma perius é uma espécie de ninfalídeo borboleta encontrada no Sul da Ásia e no Sudeste Asiático.

## Descrição
O macho de Athyma perius possui asas pretas com uma série de marcas brancas, enquanto a fêmea é marrom-escura. A parte inferior das asas é de cor ocre amarelado, com as mesmas marcas brancas da parte superior, mas fortemente margeadas e definidas em preto. As antenas são pretas e há uma mancha ocre entre os olhos. O tórax apresenta uma ou duas faixas de manchas azuladas anteriormente e posteriormente. O abdômen é transversalmente e estreitamente listrado de branco-azulado; na parte inferior, os palpos, o tórax e o abdômen são totalmente brancos. Na fêmea, o abdômen possui uma linha dupla lateral de minúsculos pontos pretos.

## Subespécies
Listadas em ordem alfabética:
- Athyma perius avitus (Fruhstorfer, 1915)
- Athyma perius hierasus (Fruhstorfer, 1915)
- Athyma perius perinus Fruhstorfer, 1903
- Athyma perius perius (Linnaeus, 1758)

## Distribuição
Athyma perius é encontrada ao longo dos Himalaias, Índia, Birmânia, Tenasserim, até Sião e a Península Malaia.

## Ciclo de vida
Athyma perius utiliza Glochidion lanceolatum, G. velutinum e Wendlandia thyrsoidea como plantas alimentícias.